# Ерскін
Е́рскін (англ. Erskine, шотл. гел. Arasgain) — місто в центрі Шотландії, в області Ренфрюшир.
Населення міста становить 15 580 осіб (2006).